# Viored
Viored (バイオレット) foi uma banda japonesa de visual kei ativa de 2006 a 2008 que fez parte da gravadora Timely Records.
A banda possuia uma música que é caracterizada pelas harmonias de guitarra e a energia do resto da banda, compondo não apenas músicas pesadas, mas também canções de pop rock e baladas.

## Biografia
Depois que o Shulla se separou, o guitarrista Nagi e o ex-baterista e agora também guitarrista Yuichi, decidiram criar uma banda. Enquanto eles seguiam com seu plano, suas ambições os levaram a encontrar mais membros: o vocalista Kei (ex-Marusa), o baixista Seiya (ex-A) e o baterista Kou (ex-HenzeL). O Viored começou oficialmente em 8 de Novembro de 2006 no Meguro Rock Maykan com um show one-man chamado the Birth of Chaos. No dia seguinte, seu primeiro mini álbum Chaos foi lançado em duas versões.
Durante quatro meses eles se apresentaram em diversos eventos ao lado de bandas mais conhecidas como KuRt e Phantasmagoria e fizeram um show junto com a banda Screw. Eles também participaram da turnê promocional do álbum omnibus CANNONBALL vol.3, lançado em Fevereiro de 2007.
No fim de Março, eles tocaram no evento stylish wave CIRCUIT'07 antes de iniciar uma turnê pelo Japão. Em 16 de Maio, eles lançaram o maxi-single Kusabi, que os ajudaria a ganhar mais fãs. O Viored então passou a se concentrar em shows nos próximos meses, tocando com várias bandas. Em Outubro, eles organizaram uma turnê chamada Light wraps viored scene e escolheram bandas como Unsraw, Irokui e CELLT convidadas. Naquele mês, eles tiveram outro show one-man enquanto seus dois singles Taste of Heartless e Far memory of Alice foram lançados no dia 10. Também participaram do evento Shock Edge the Live!. Finalmente, seu primeiro ano de atividades terminou com o famoso evento stylish wave COUNT DOWN '07-'08 em 31 de Dezembro.

## Separação
Em janeiro de 2008 o Viored anunciou que estava se separando, o vocalista Kei alegou "razões pessoais" e pretendia deixar o grupo desde novembro, os outros quatro integrantes entenderam que não era possível continuar a banda sem ele e decidiram se separar. Mesmo sem o vocalista, o Viored ainda fez um último show em 23 de fevereiro no Takadanobaba AREA, a banda ainda lançou uma coletânea em Março com 10 faixas para marcar o fim de suas atividades.

## Integrantes
- Vocalista : Kei (螢)
- Guitarrista : Yuichi (ex-Yuuichi) (優一)
- Guitarrista : Nagi (凪)
- Baixista : Seiya
- Baterista : Kou (洸)

## Discografia
Discografia retirada da lista da Oricon.

### Álbuns e EPs
- [09/11/2006] Chaos
- [19/03/2008] Viored

### Singles
- [16/05/2007] Kusabi
- [11/07/2007]  Cold Ruby
- [10/10/2007] Created perfect new vision ~Far memory of Alice~
- [10/10/2007] Created perfect new vision ~Taste of Heartless~